# Carlotta Cornehl
Carlotta Cornehl (Amburgo, 7 aprile 1992) è un'attrice e modella tedesca, nota soprattutto per il ruolo di Johanna "Jojo" Overbeck nella serie televisiva Grani di pepe.

## Biografia
Carlotta Cornehl parla fluentemente l'irlandese, suo padre è tedesco, mentre sua madre è irlandese e i suoi nonni materni vivono a Lifford, nella Contea del Donegal. Ha due fratelli più grandi di lei. I suoi hobbies preferiti sono: andare in sella al suo monociclo, suonare il violoncello e ballare.
Ha due conigli chiamati Speedy e Nicky, inoltre ama i cavalli e la sua passione è andare a cavallo.

## Carriera
Ha iniziato la sua carriera all'età di otto anni quando l'addetto al casting e il regista della serie tv Grani di pepe sono andati nella sua scuola di danza, e le chiesero se avrebbe accettato un ruolo nella serie. Nel 2001 ha ottenuto il suo primo ruolo nella serie tv Grani di pepe interpretando la piccola Johanna. Dopo il successo che ha ottenuto, è apparsa nella serie tv Check. Nel 2012 produce il film Das Leben ist nichts für Feiglinge diretto da André Erkau.

## Filmografia

### Cinema
- Das Leben ist nichts für Feiglinge, regia di André Erkau (2012)

### Televisione
- Grani di pepe ((2001 - 2005)
- Check (2008)

## Doppiatrici italiane
Nelle versioni in italiano dei suoi film, Carlotta Cornehl è stata doppiata da:
- Francesca Manicone in Grani di pepe.